# Драгић
Драгић је јужнословенско презиме. Значајни људи са презименом су:
- Горан Драгић (рођен 1986), словеначки кошаркаш Милвоки Бакса, Зоранов брат
- Зоран Драгић (рођен 1989), словеначки кошаркаш Анадолу Ефеса, Горанов брат
- Лабуд Драгић (рођен 1954), српски писац црногорског порекла
- Недељко Драгић (рођен 1936), хрватски аниматор
- Предраг Драгић (1945-2012), српски књижевник
- Тања Драгић (рођена 1991), српска параолимпијка